# Facce vere
Facce vere è un singolo del rapper italiano Dani Faiv, pubblicato il 15 marzo 2022 come terzo estratto dal quarto album in studio Faiv.

## Tracce
1. Facce vere (feat. Nayt) – 2:36